# Horace Tabor
Horace Tabor (Holland, 1830. november 26. – Denver, 1899. április 10.) az Amerikai Egyesült Államok szenátora (Colorado, 1883).